# Primož Trubar
Primož Trubar (en alemany Primus Truber; Rašica, ara a Velike Lašče, a la Baixa Carniola, 9 de juny del 1508 - Derendingen, ara a Tübingen, 28 de juny del 1586) va ser un predicador protestant considerat el fundador de la literatura eslovena i de l'església evangèlica d'Eslovènia.

## Vida
Va estudiar a Rijeka (1520, amb 12 anys) i Salzburg. El 1524 va anar a estudiar amb el bisbe Pietro Bonomo a Trieste, on va entrar en contacte amb l'ideari humanista i després amb la Reforma protestant. El 1527 va tornar a la Baixa Carniola per fer de capellà a Laak, a prop de Zidani Most (Steinbrück). El 1528 es va matricular a la Universitat de Viena, però el 1530 se'n va anar sense haver-s'hi graduat per fer-se càrrec d'una parròquia a Laško.
Al començament dels anys 1530 va ser un dels potser quatre vicaris del bisbe Christof Rauber a la catedral de Sant Nicolau (Ljubljana), on va predicar en eslovè. Com que a poc a poc es va anar apropant al protestantisme, va entrar en desacord amb l'arquebisbat de Ljubljana i va dependre de la protecció de Bonomo. El 1540 va tornar a Trieste i més tard es va fer càrrec de la parròquia de Sant Bartomeu a la Baixa Carniola fins que el 1547, quan el bisbe de Ljubljana, Urban Textor, el va excomunicar, va haver d'anar-se'n a Alemanya. Va trobar aixopluc a Nuremberg en el teòleg Veit Dietrich, que va recomanar-lo com a diaca de l'església de l'Esperit Sant de Rothenburg ob der Tauber, on s'hi va estar del 1548 al 1552: el 1549 s'hi va casar amb una dona anomenada Barbara i hi va néixer el seu primer fill, Primož el jove.
També hi va escriure el primer llibre en eslovè de la història, publicat el 1550 a Tübingen amb el títol alemany Catechismus in der Windischenn Sprach ("Catecisme en la llengua eslovena"). A continuació va redactar-hi també la seva segona obra, Abecedarium ("Beceroles"), que també es va imprimir.
Entre el 1553 i el 1561 va ser pastor evangèlic a l'església de Sant Magne, a Kempten, on va traduir el Nou Testament a l'eslovè des de la versió alemanya de Martí Luter (vegeu també Jurij Dalmatin). Va estar en contacte amb Pietro Paolo Vergerio, que era originari de la ciutat portuària de Koper. Va animar el noble Hans Ungnad a establir una impremta al monestir d'Urach on es van elaborar alguns dels seus escrits així com traduccions del Nou Testament a les llengües eslaves meridionals. En total, Trubar va publicar uns 25 o 30 llibres en eslovè.
El 1565 el van tornar a fer fora de Ljubljana i va tornar a fugir a Alemanya, on va fer-se càrrec de la parròquia de Lauffen am Neckar. En menys d'un any va traduir-hi el Llibre dels Salms. El 1567 el van nomenar pastor de Derendingen (a prop de Tübingen), on va morir el 1586, a l'exili.

## Llegat
La seva tomba es troba fins avui a l'església evangèlica de Sant Gal a Derendingen (Tübingen) i la visiten sovint grups d'eslovens que honoren ja sigui el reformador protestant o el fundador de l'eslovè literari. A més, al mateix Derendingen es van batejar amb el seu nom un carrer i el centre de la comunitat evangèlica local. Al pati interior de l'església de Sant Amand d'Urach hi ha un monument a Trubar, a Ljubljana hi ha l'església evangèlica Primož Trubar, batejada en honor seu, on també hi ha una estàtua de Trubar, i a Celje es troba un bust fet per Boris Kalin. La ciutat de Rothenburg ob der Tauber va honorar Trubar, per celebrar el 500è aniversari del seu naixement, batejant un pati amb el seu nom. També es troben petjades de la seva activitat en un seguit d'altres ciutats del sud d'Alemanya.
- Església evangèlica Primož Trubar a Ljubljana
- Monument a Trubar a Urach, amb l'església de Sant Amand al fons
- Bust de Trubar a Lendava

La imatge de Trubar és a les monedes d'euro comunes d'Eslovènia des del 2007, i a les monedes commemoratives de 2 euros de l'any 2008, així com al bitllet de deu tolars (l'anterior moneda eslovena) des del 1992.
L'escriptor eslovè Drago Jančar, en una de les narracions del seu recull de narracions Prikazen iz Rovenske ("El fantasma de Rovenska"), es refereix a un episodi de l'època d'estudiant de Trubar a Viena: el jove estudiant de teologia descriu com a cronista de la universitat els esdeveniments que envolten la mort a la foguera de Baltasar Hubmaier, condemnat per heretgia (anabaptisme), i fa una mena de previsió del seu propi futur com a predicador, escriptor i reformador influent a la Baixa Carniola (Eslovènia).

## Obra
A continuació hi ha una llista de les obres més importants de Primož Trubar:
- Abecedarium vnd der klein Catechismus in der Windischen Sprach = Ane Buquice, is tih se ty mladi inu preprosti Slouenci mogo lahku vkratkim zhasu brati nauuzhiti. Vtih so tudi ty vegshy stuki te kerszhanske vere im ane molytue, te so prepisane od aniga Peryatila vseh Slouenzou. Gedruckt in Sybenburgen [i. e. Tübingen] durch Jernei Skuryaniz [i. e. Ulrich Morhart], [1550], OCLC 447181945.
- Abecedarium. Trofenik, Muenchen ca. 1970, OCLC 310808605 (reimpressió de l'edició del 1555).
- Zbrana dela Primoža Trubarja. Bearb. v. Fanika Krajnc-Vrečko, Jonatan Vinkler, Igor Grdina, Oto Norčič. Part 1–4. Rokus, Ljubljana 2002–06, ISBN 961-209-343-1 (Obres completes; en eslovè. Nova revija zal., 2007, OCLC 891484424, recurs electrònic; altres parts amb ISBN propi).
  - Part 1: Catechismus, 1550; Abecedarium, 1550; Abecedarivm, 1555; Catechismvs, 1555; Abecedarivm, 1566. Uredila, transkribirala, prevedla Fanika Krajnc-Vrecko. 2002 (reimpressió de les edicions de 1550, 1555 i 1566). Eurotrade print, Murska Sobota 2002.
  - Part 2: Ta celi catechismus s kratko zastopno izlago, 1567; Catechismus z dveima izlagama, 1575. Fanika Krajnc-Vrečko: K drugi knjigi zbranih del Primoža Trubarja. Mond Grafika, 2003.
  - Part 3: Articuli oli deili te prave, stare vere kersčanske, 1562; Cerkovna ordninga, 1564; Ta slovenski kolendar, kir vselei terpi, 1557, 1582. Uredil, transkribiral, prevedel Jonatan Vinkler. Jonatan Vinkler: Slovenska protestantska veroizpoved in cerkveni red za vse dni v letu : k tretji knjigi Zbranih del Primoža Trubarja. Pleško, Ljubljana 2005.
  - Part 4: Ena molitov tih kersčenikov, 1555; Ene duhovne peisni, 1563; Ena duhovska peissen zubper Turke inu vse sovražnike te cerqve božye, 1567; Eni psalmi, ta celi catehismus inu tih vegših gody stare inu nove kersčanske peisni, 1567; Ta celi catehismus, eni psalmi inu tih vegših godii stare inu nove kersčanske peisni, 1574; Try duhovske peissni, 1575; Ta pervi psalm ž nega triiemi izlagami, 1579. Transkribiral, uredil, prevedel in spremno študijo napisal Jonatan Vinkler. Jonatan Vinkler: Trden grad je naš Gospod. K četrti knjigi Zbranih del Primoža Trubarja. Pleško, Ljubljana 2006.
  - Part 6: Ta celi Novi testament, 1582. Transkribirala, prevedla in spremno besedo napisala Fanika Krajnc-Vrečko. Opombe in komentarje napisali Fanika Krajnc-Vrečko, Edi Vrečko in Jonatan Vinkler. Pedagoški inštitut, Ljubljana 2010, ISBN 978-961-270-042-3 (PP5 a Google Books).
  - Part 7: Ta celi Novi testament. II, 1582. Transkribirala, prevedla, opombe, komentarje in spremno besedo napisala Fanika Krajnc-Vrečko (ur.). Pedagoški inštitut, Ljubljana 2014, ISBN 978-961-270-215-1.
  - Part 8: Tiga Noviga testamenta ena dolga predguvor, 1557; En regišter, ena kratka postila, 1558. Transkribiral, prevedel in spremno besedo napisal Jonatan Vinkler. Pedagoški inštitut, Ljubljana 2012, ISBN 978-961-270-141-3.
  - Part 11: Nemški spisi. 1550-1581. Prevedel, opombe, komentarje in spremno besedo napisal Edvard Vrečko. Pedagoški inštitut, Ljubljana 2011, ISBN 978-961-270-101-7.